# 陳健墓
陳健墓，是建立在中華民國福建省金門縣金沙鎮東珩村外南郊，用於紀念陳健的衣冠冢墓園，與陳禎墓相鄰。並經中華民國文化部指定為國定古蹟。

## 簡介
陳健，字時乾，號滄江，明朝浯洲（金門縣）的陽翟人（位於今金門縣金沙鎮陽宅），是陳禎的次子。於明朝武宗正德十四年(1519年)中試舉人，明朝世宗嘉靖五年(1526年)取得進士身份，其生卒年不詳。

## 建築
墓坐西北朝東南，位置居高臨下，視野遼闊。以花崗岩為主要建材。由橫向正身護牆、四柱石墓亭、墓碑（已無字跡）、石供桌、曲手、橫向石欄、門柱等部分構成。前有外埕，但沒有對應墓主官品的石象生與神道柱。1999年（民國八十八年）修復工程進行時，在墓前空地發現墓坊殘件，經考證後復原，使墓園形制完整。

## 石獅遭盜事件
2019年8月初前後，墓前一石獅遭盜，另一則遭移動；該對石獅是在2000年修復墓園時雕置。當地民眾在石獅重新安座時準備零食乖乖祭拜。

## 外部鏈結
- 陳健墓-文化部文化資產局 （页面存档备份，存于）
- 陳健墓-金門縣文化局 （页面存档备份，存于）
- 陳健墓-數位典藏與學習聯合目錄 （页面存档备份，存于）